# Leigh Barczewski
Leigh Francis Barczewski, né le 25 décembre 1955 à Milwaukee, est un coureur cycliste américain. Spécialiste de la piste, il s'illustre dans les courses de vitesse et décroche la médaille d'argent en tandem aux mondiaux 1978. 
Il est intronisé au Temple de la renommée du cyclisme américain en 2016.

## Biographie
Il ne doit pas être confondu avec son frère Leslie Barczewski (né en 1957), qui court les mêmes épreuves dans la même période,.
Leigh Barczewski commence sa carrière sportive en tant que patineur de vitesse. Il grandit à West Allis, une banlieue de Milwaukee dans le Wisconsin, État qui est à l'époque le centre mondial du patinage de vitesse avec des champions tels que Sheila Young, Jim Ochowicz, Eric Heiden et Connie Carpenter. Il passe au cyclisme à l'âge de 14 ans. Invité en 1973 avec la sélection américaine aux championnats d'Europe juniors (moins de 19 ans), il termine quatrième de la vitesse. L'année suivante, il se classe quatrième du championnat des États-Unis de vitesse chez les élites. 
En 1976, il participe aux Jeux olympiques de Montréal et termine 19e de la vitesse. La même année, il devient pour la première fois champion des États-Unis de vitesse. Il s'impose quatre années de suite jusqu'en 1979. En 1978, il participe aux championnats du monde à Munich. Associé à Jerry Ash dans la course en tandem, le duo chute en finale et doit se contenter de la médaille d'argent.
Le 4 mai 1980, Barczewski  et Dave Grylls établissent un nouveau record du monde de vitesse dans un vélomobile à trois roues, surnommé « Vector » sur l'Ontario Motor Speedway en atteignant 62,92 milles. La même année, il prend sa retraite de coureur et occupe diverses fonctions au Centre de cyclisme Valley Preferred. Son fils, Benjamin (né en 1987), a également fait carrière en cyclisme sur piste.

## Palmarès

### Jeux olympiques
- Montréal 1976
  - 19e de la vitesse (éliminé aux repêchages du 1er tour)

### Championnats du monde
- Munich 1978
  -  Médaillé d'argent du tandem (avec Jerry Ash)

### Championnats d'Europe
- Munich 1973 (juniors)
  - 4e de la vitesse juniors

### Championnats des États-Unis
- 1976
  -  Champion des États-Unis de vitesse
- 1977
  -  Champion des États-Unis de vitesse
- 1978
  -  Champion des États-Unis de vitesse
  - 2e du kilomètre
- 1979
  -  Champion des États-Unis de vitesse

## Littérature
- Sandra Wright Sutherland : « No Brakes! Bicycle Track Racing in the United States ». Iris, Encinitas, Ca., 270 pages